# Островчани
Островчани (на гръцки: Αρνισσιώτες, Арнисиотес) са жителите на град Острово, на гръцки Арниса, Егейска Македония, Гърция. Това е списък на най-известните от тях.

## Родени в Острово
А — Б — В — Г — Д –
Е — Ж — З — И — Й –
К — Л — М — Н — О –
П — Р — С — Т — У –
Ф — Х — Ц — Ч — Ш –
Щ — Ю — Я

### А
- Атанас Василев, български революционер от ВМОРО, четник на Никола Иванов[1]
- Атанас Генев (20 май 1865 – ?), деец на ВМОРО, воденски селски войвода, войвода на четата, охранявала Гоце Делчев при обиколката му във Воденско в 1902 година[2]

### Г
- Геле Иванов (Гельо), македоно-одрински опълченец, 2. рота на 3. солунска дружина[3]
- Геле Шипаков (1927 – 1947), гръцки комунист, член на ЕЛАС, арестуван след Споразумението от Варкиза, бяга и в началото на 1946 година е сред първите партизани в Нидже, сражава се при Янкулова колиба, с чеганеца Трайко Количанов унищожават граничен пост и затова е произведен в офицерски чин, в 1947 година учи във Военното училище на ДАГ, загива като войник от 14-а бригада в Дъмбенската планина[4]
- Георги Гелев (1876 – ?), български духовник и революционер
- Георги Делев (1874 – 1955), български революционер и емигрантски деец
- Георги Иванов (1877 – ?), македоно-одрински опълченец, 1. дебърска дружина[5]
- Григор Николов Цоцев (1871 – ?), български революционер, войвода на ВМОРО, македоно-одрински опълченец, четата на Григор Джинджифилов
- Григор Попгеоргиев, български кмет на Бач от 13 август 1941 година до 25 ноември 1942 година[6]
- Георги Динев Чакъров (1884 – 1958), български революционер и емигрантски деец в САЩ

### И
- Иван Димитров (1877 – ?), македоно-одрински опълченец, 1. дебърска дружина[7]
- Илия Димитров (1886 – ?), македоно-одрински опълченец, Инженерно-техническа част[8]
- Илия Мицев (Ило), македоно-одрински опълченец, 2. рота на 1. дебърска дружина, 13. кукушка дружина, носител на кръст „За храброст“ IV степен[9]

### Й
- Йоанис Куцалис Макрис (Ιωάννης Κουτσάλης), гръцки андартски деец, сътрудничи на Николаос Цолакис и Георгиос Цондос[10]

### К
- Кара Ташо (1850 – 1906), български революционер

### М
- Методи Чанев (1892 – 1974), съосновател и пети президент на Македонската патриотична организация

### Н
- Никола Иванов (Коло, 1882 или 1885 – ?), македоно-одрински опълченец, 2. рота на 1. дебърска дружина[11]

### П
- Пандо Тодоров (Παντελής Θεοδώρου), гръцки андартски деец, агент от трети ред, агитира селата в областта да се откажат от Екзархията, участва в убийството на войводата Тане, по-късно действа под командата на Хр. Стояниди, а след това е арестуван от турските власти[10]
- Пандо Лазов Шипаков (? – 1948), гръцки комунист, 14-годишен работи в Ксанти и Дедеагач, през окупацията е с югославските партизани, в 1947 година се връща и става войник на ДАГ, сражава се при Вич, загива при Буф, баща му Лазо Шипаков е арестуван заедно с Мирка Гинова и уира в затвора[12]

### С
- Ставри Хаджихаров (1882 – 1957), гръцки андартски деец
- Стефо Шадров (? – 1945), гръцки комунист, член на ЕЛАС, след Декемврийските събития от 1944 година става нелегален с Мирка Гинова, загива в 1945 година[13]
- Стойчо Стойков (1877 – ?), македоно-одрински опълченец, 2. рота на 11. сярска дружина[14]

### Т
- Томе Печков, гръцки комунист, загинал с брат си Христо като войник на ЕЛАС в Нидже[15]

### Ф
- Фоти Тодоров (Φώτιος Θεοδώρου), гръцки андартски деец, агент от трети ред[10]

### Х
- Христо Димитров (1872 – ?), македоно-одрински опълченец, 1. дебърска дружина, носител на кръст „За храброст“ IV степен[16]
- Христо Стоянов (Христос Стоянидис, капитан Лилис, 1884 – 1923), гръцки андартски капитан
- Христо Печков, гръцки комунист, загинал с брат си Томе като войник на ЕЛАС в Нидже[15]

## Починали в Острово
- Ставри Хаджихаров (1882 – 1957), гръцки андартски деец